# عمیدآبادسفلی
عمیدآبادسفلی روستایی در دهستان درمیان بخش مرکزی شهرستان درمیان استان خراسان جنوبی ایران است. بر پایه سرشماری عمومی نفوس و مسکن در سال ۱۳۹۰ جمعیت این روستا ۵۹ نفر (در ۲۱ خانوار) بوده است.